# Torre de Belém
De Torre de Belém, of Toren van Belém, is een verdedigingstoren aan de oever van de rivier de Taag in Belém, een voorstad van Lissabon.
Het bouwwerk in laatgotische Manuelstijl is in het begin van de 16de eeuw opgericht om de ontdekkingsreizen van Vasco da Gama en de grandeur van de Portugese macht in het tijdperk van de grote ontdekkingen te herdenken. Het is een van de voornaamste bezienswaardigheden van Lissabon. De Toren van Belém werd in 1910 uitgeroepen tot nationaal monument, en in 1983 werd hij, samen met het nabijgelegen Hiëronymietenklooster, door de UNESCO uitgeroepen tot werelderfgoed.

## Geschiedenis
De Toren van Belém werd enerzijds opgericht als ceremoniële toegangspoort tot Lissabon en anderzijds als onderdeel van het verdedigingssysteem voor de Taag en het nabijgelegen klooster. Koning Johan II van Portugal (1455-1495) had reeds een defensiesysteem gebouwd met het fort van Cascais en het fort Sao Sebastiao in Caparica, terwijl de oever van Belém beschermd werd door een schip, de Grande Nau. Met de constructie van het torenfort in de laatste vijf jaar van de regering van koning Emanuel I van Portugal was er een doeltreffende verdediging voor de steeds belangrijker wordende voorstad van Lissabon.
De toren werd gebouwd tussen 1515 en 1521 naar ontwerp van de militaire architect Francisco de Arruda, die voordien al militaire bolwerken had gebouwd in de Portugese bezittingen in Marokko. De Toren van Belém stond oorspronkelijk op een klein eilandje, ongeveer in het midden van de Taag.
Door de Grote Aardbeving van 1755 wijzigde de loop van de rivier zich en, met het geleidelijk opschuiven van de oever, ligt de toren nu vrijwel 'aangemeerd' aan de kade.

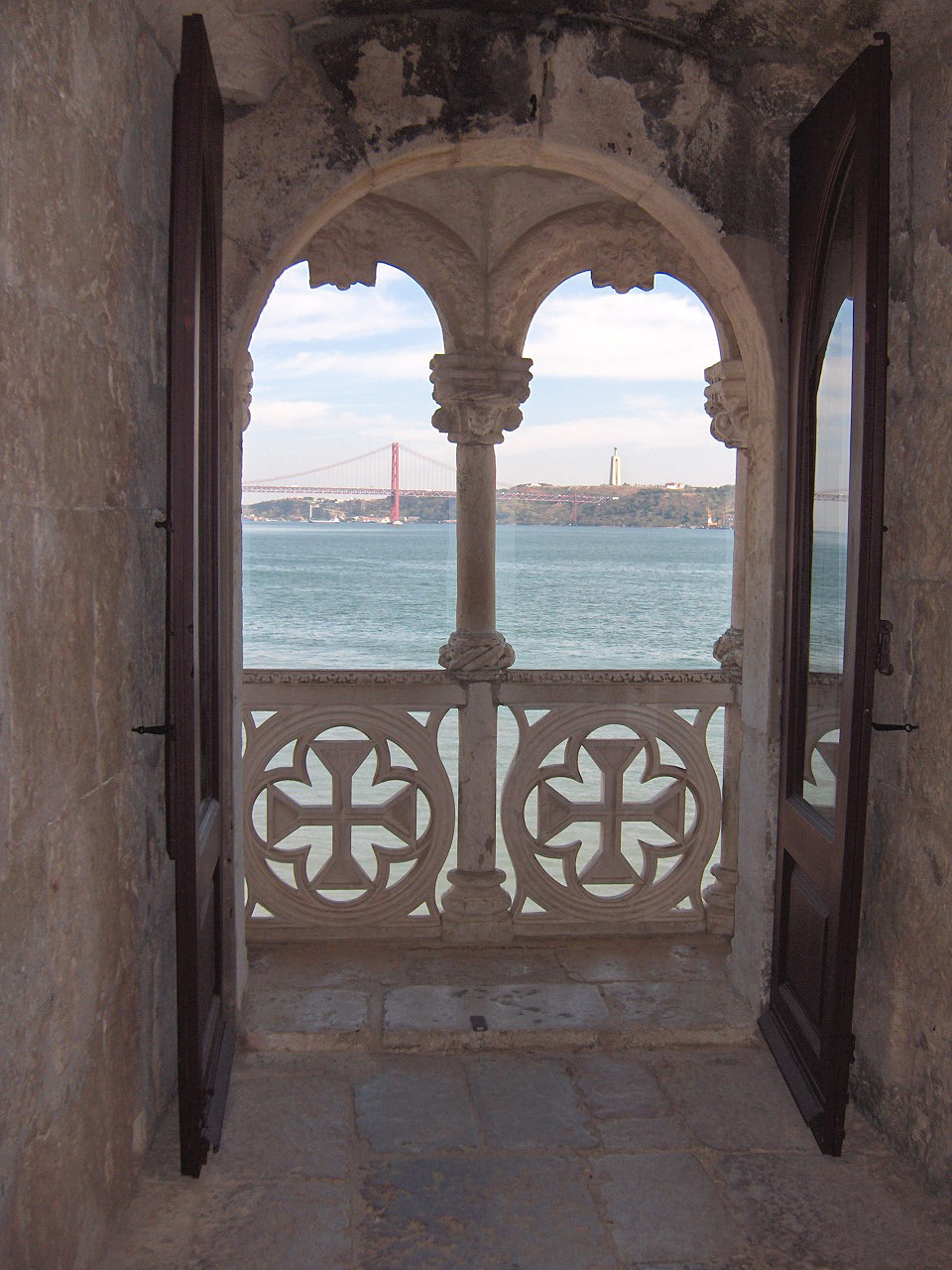
Venster in Manuelstijl, met uitzicht op de Taag en de brug Ponte 25 de Abril

De verwikkelingen om de Portugese troon hadden tot gevolg dat Lissabon in 1580 ingenomen werd door Spaanse troepen, onder leiding van de Hertog van Alva. Ook de bezetting van de Toren van Belém nam deel aan deze strijd, maar moest zich uiteindelijk overgeven. In de eeuwen hierop werden de kelders van de toren vooral gebruikt als gevangenis. De gevangenen werden opgesloten in kerkers die regelmatig onder water liepen. In later tijd werd de toren gebruikt als douanekantoor.
Op aandrang van de romantische schrijver Almeida Garrett werd de toren in de jaren 1840 gerestaureerd door koning Ferdinand II van Portugal. Er werden toen enkele neo-manuelijnse versieringen toegevoegd, zoals de wapenschilden met het Kruis van de Orde van Christus op de kantelen en versieringen in het kleine klooster.

## Kunst en architectuur

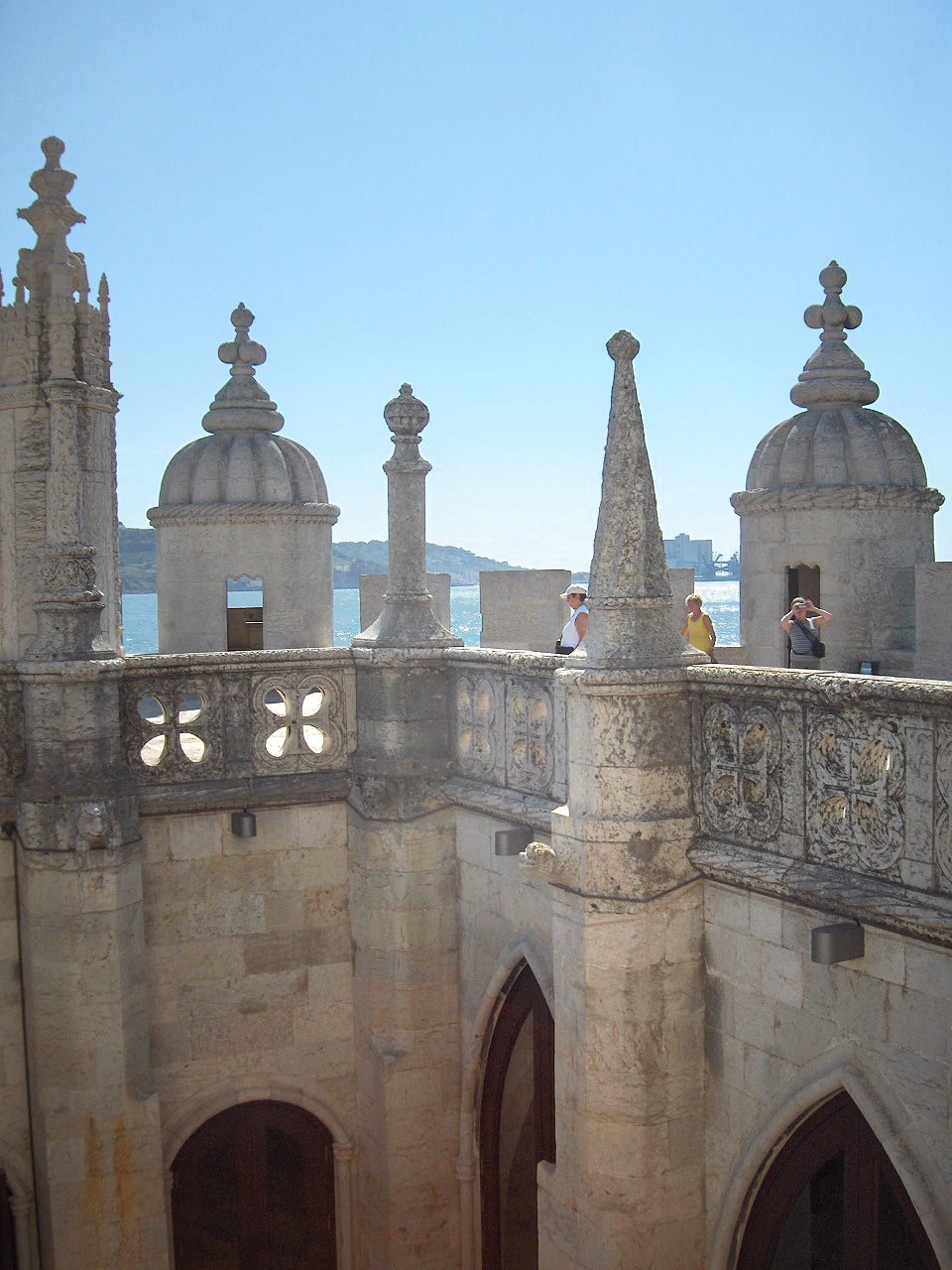
Wachtorentjes met koepels in Moorse stijl

De invloed van de Moorse decoratieve kunst is duidelijk zichtbaar in de delicate versieringen van de booggewelven van de ramen en de balkons, alsook in de koepels van de wachttorens. Diogo de Boitaca, de voornaamste bouwmeester van het Hiëremonietenklooster, heeft waarschijnlijk ook versieringen aangebracht in de toren. De kantelen zijn eveneens rijkelijk getooid met versieringen in Manuelstijl. De toren werd gewijd aan Sint-Vincentius, de schutspatroon van Lissabon.
Het bouwwerk bestaat uit twee gedeelten: het bastion, in de vorm van een onregelmatige zeshoek, en de toren met vijf verdiepingen, gelegen langs de noordkant van het bastion. Men komt de toren binnen door een portaal met daarin een armillarium, het symbool van koning Emanuel II. De toren is 35 m hoog. Boven is een terras met uitzicht op de rivier, de brug Ponte 25 de Abril en het Sanctuario do Christo Rei, een 28 meter hoog Christusbeeld op een 75 meter hoge boog.
De toren is versierd met typische motieven van de Manuelstijl; kolommen in de vorm van gevlochten touwen, doorwrochte kruisribgewelven en afbeeldingen van planten en vissen. Het gedeelte van de toren dat uitkijkt op de rivier is het meest uitvoerig versierd. De loggia op de zuidkant van de eerste verdieping is zeer verfijnd uitgevoerd in een renaissancestijl die enigszins Venetiaans aandoet. Er zijn behalve de Moorse, ook uitingen te vinden van Indische architectuur.

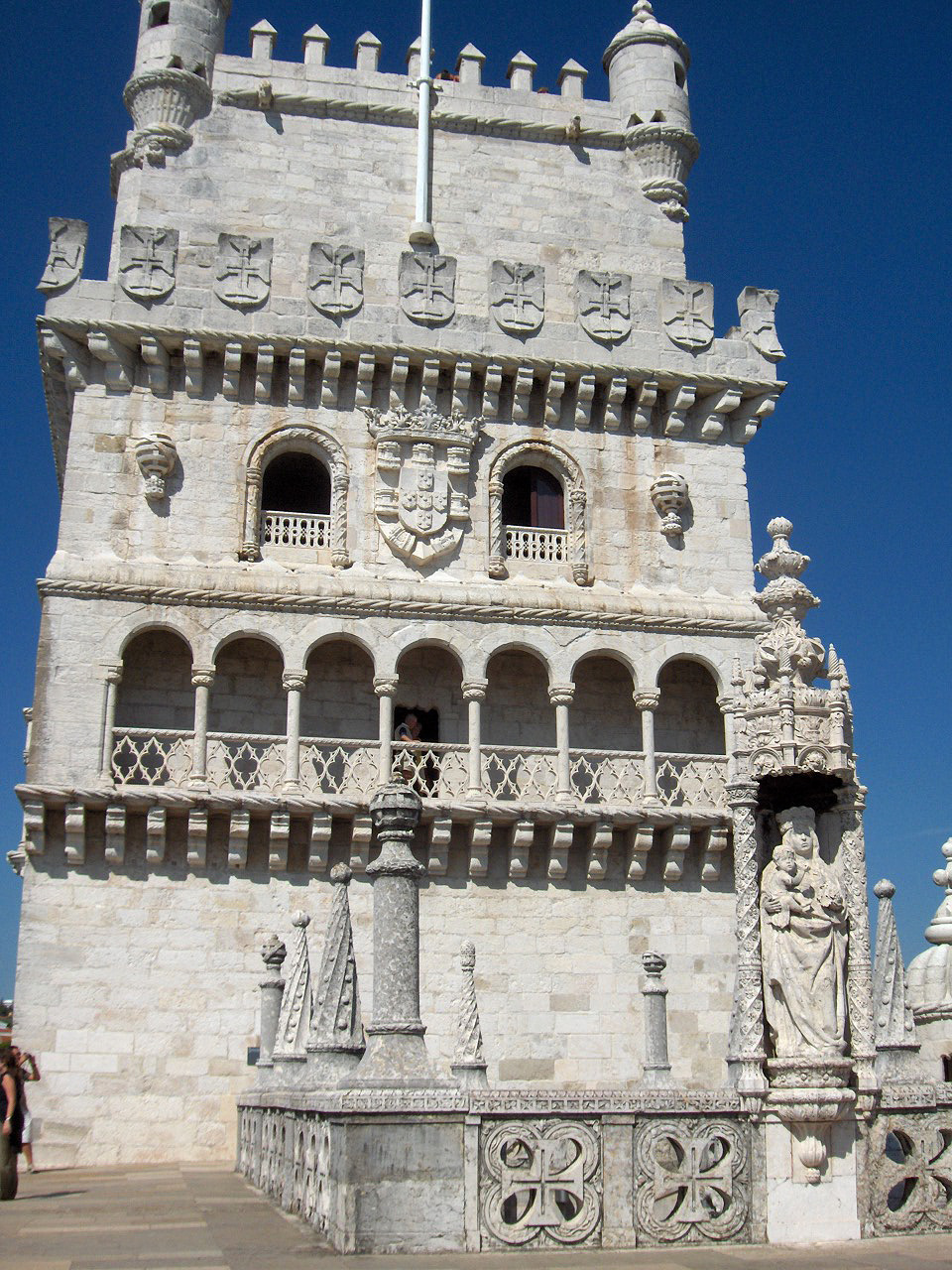
Rijk gedecoreerde zuidgevel

Onderaan in het bastion bevindt zich de gewelfde kazemat met schietgaten voor kanonnen en het kruitmagazijn. Op de hoeken van het platform staan er cilindervormige wachtorentjes met koepels in Moorse stijl. Onderaan zijn er waterspuwers aangebracht in de vorm van dierenkoppen, onder andere van een neushoorn. Deze afbeelding wordt beschouwd als de eerste afbeelding van een neushoorn in de West-Europese kunst. Waarschijnlijk is het een afbeelding van het dier dat koning Emanuel I in 1515 naar de paus zond als geschenk. Op het platform staat ook een beeld van Maria met kind in een kunstig uitgewerkte nis in Manuelstijl met erboven een baldakijn.
Via een wenteltrap bereikt men op de eerste verdieping de kamer van de commandant. De volgende verdieping noemt men de Koningszaal. Hier valt de open haard op, versierd met halve sferen. Vanuit de derde verdieping kan men uitzien op de omgeving door grote tweelichtvensters, versierd met het koninklijk wapenschild. Het manuelijns kruisribgewelf is versierd met het armillarium van koning Emanuel I en het kruis van de Orde van Christus. Op de bovenste verdieping is een gebedsruimte.
De Toren van Bélem is het enige bouwwerk dat origineel in Manuelstijl is uitgevoerd. Alle andere gebouwen in deze stijl waren oorspronkelijk gebouwd in gotische stijl en later verbouwd. Het wordt daarom beschouwd als een der voornaamste werken in deze stijl.
- Biblioteca Nacional de España: XX4856672
- Bibliothèque nationale de France: cb11951864k (data)
- Gemeinsame Normdatei: 4718336-6
- Library of Congress Control Number: sh93001391
- Nationale Bibliotheek van Israël: 987007549188405171
- Système universitaire de documentation: 027490351
- Virtual International Authority File: 246299480
- WorldCat: E39PBJh8P7dKpyqr3D9t4hGbVC

Wijnstreek Alto Douro · Stadscentrum van Angra do Heroismo op de Azoren · Klooster van Batalha · Convent van Christus in Tomar · Cultuurlandschap van Sintra · Historisch centrum van Évora · Historisch centrum van Guimarães · Landschap van de wijncultuur op het eiland Pico · Laurisilva van Madeira · Klooster van Alcobaça · Hiëronymietenklooster en toren van Belém in Lissabon · Historisch centrum van Porto · Prehistorische rotskunst in de Côavallei · de stad Elvas en haar verdedigingswerken · Universiteit van Coimbra - Alta en Sofia · Koninklijk gebouw van Mafra: paleis, basiliek, klooster, Cerco-tuin en jachtpark (Tapada) · Bom Jesus do Monte-heiligdom in Braga